# Umbriel (måne)
Umbriel er en af planeten Uranus' måner: Den blev opdaget den 24. oktober 1851 af William Lassell.

## Navngivning
I 1852 foreslog Herschels søn John Herschel at kalde de fire Uranus-måner man kendte dengang, for Ariel, Oberon, Titania og Umbriel. William Lassell, som året forinden havde opdaget månerne Ariel og Umbriel, bakkede op om forslaget, ligesom han støttede John Herschels navneforslag vedrørende Saturn-måner og selv fulgte det ved at kalde den Saturn-måne han selv havde opdaget, for Hyperion.
Alle Uranus' måner er opkaldt efter skikkelser fra William Shakespeares og Alexander Popes værker. Umbriel har sit navn fra den "mørke, melankolske fe" i Popes The Rape of the Lock, og kendes desuden også under betegnelsen Uranus II (II er romertallet for 2).

## Umbriels overflade
De hidtil eneste nærbilleder af Umbriel stammer fra rumsonden Voyager 2's forbiflyvning i januar 1986: På dette tidspunkt vendte Umbriel sin sydlige halvkugle mod Solen, så dette område er det eneste af månen der er blevet studeret fra nært hold.
Umbriel har den mørkeste overflade blandt Uranus' måner; den tilbagekaster blot 21 % af det lys der falder på den. Den er ogå den mindst geologisk aktive. Umbriel består mest af vand-is, men indeholder også silikat-klippemateriale og frossen metan. Det meste af metan-isen findes på overfladen.
Et af de mest slående overfladetræk på Umbriel er Wunda; en stor ring af lyst materiale nær ækvator (ses allerøverst på billedet øverst i denne artikel). Man formoder at der er tale om et krater, men det er ikke sikkert.

Ikke så langt fra Wunda findes krateret Skynd (skråt nedenfor til højre i forhold til Wunda på billedet): Det er ikke omgivet af en lys ring som Wunda, men har til gengæld en lys forhøjning i midten.